# Szpital (serial telewizyjny)
Szpital – polski serial paradokumentalny o tematyce medycznej, emitowany na antenie TVN od 11 lutego 2013 do 31 maja 2019 i ponownie od 14 września do 18 grudnia 2020. Przedstawiał historie osób trafiających na szpitalny oddział ratunkowy.

## Opis serialu
Akcja serialu toczy się w tytułowym szpitalu przy ulicy Biskupińskiej. W każdym odcinku przedstawiane są dwie historie (rzadko jedna), w których bohaterowie zmagają się z różnymi problemami.

## Obsada
- Maciej Słota jako chirurg Piotr Wójtowicz (ordynator oddziału ratunkowego)
- Tomasz Augustynowicz jako gastroenterolog Robert Szewczyk
- Elżbieta Wójcik jako pielęgniarka oddziałowa Elżbieta Sułowska
- Bartosz Waga jako kardiolog Wojciech Jarosz (od odc. 498)
- Krzysztof Wnuk jako neurolog Michał Morawski
- Sylwia Oksiuta-Warmus jako pediatra Anna Nowicka (odc. 5–523 i od 639)
- Kaja Sosnowska jako ginekolog Dominika Gajda
- Radosław Osmalak jako kardiolog Eryk Wajman (odc. 2–472)
- Adrianna Maja Kućmierz jako pediatra i neonatolog Marta Błaszczyk (odc. 543–569)
- Karol Zapała jako chirurg Adam Grabowski
- Zdzisław Gadomski jako neurochirurg Henryk Domagała
- Krzysztof Sosnowski jako on sam (kardiolog)
- Piotr Korczak-Niwicki jako urolog Maksymilian Zdanowicz
- Katarzyna Hołub jako onkolog Martyna Jamróz
- Jolanta Jadach-Wachowska jako pielęgniarka Agnieszka Wasiak
- Justyna Szewczyk jako pielęgniarka Aleksandra Maroń
- Anna Poznańska jako pielęgniarka Maja Woźniak
- Magdalena Króliczek jako pielęgniarka Weronika Lipowska
- Alicja Chodorowska jako pielęgniarka Iwona Baranowska
- Marzena Dębiec-Ocias jako pielęgniarka Marzena Soszyńska
- Elżbieta Krzyszkowska jako położna
- Małgorzata Grzesik jako pielęgniarka Barbara Tkaczyk
- Dominik Zarzycki jako ratownik Robert Sus
- Marcin Kubisztal jako ratownik Jacek Dziedzic
- Łukasz Krzemiński jako ratownik Paweł Mirewicz
- Wojciech Sukiennik jako ratownik Maciej Chudziak
- Łukasz Łęcki jako ratownik Sergiusz Błachowski
- Łukasz Kamiński jako ratownik Damian Sobczak
- Przemysław Blicharski jako ratownik Przemysław Kowalik
- Szczepan Maślanka jako sanitariusz Grzegorz Olczak
- Agnieszka Latała-Dąbek jako recepcjonistka Urszula Bielarz
- Katarzyna Kozłowska jako recepcjonistka Katarzyna Czaplicka
- Magdalena Ulanowicz jako recepcjonistka Dorota Wilec
- Magdalena Roessler jako pielęgniarka Karina Helman
- Monika Górska jako pielęgniarka
- Adam Plewiński jako ratownik
- Patrycja Hatak jako pielęgniarka

## Historia emisji
Uwaga: tabela zawiera daty odnoszące się wyłącznie do pierwszej emisji telewizyjnej; nie uwzględniono w niej ewentualnych prapremier w serwisach internetowych (np. Player).
| Seria | Sezon       | Odcinki       | Premiera serii   | Finał serii       | Pora emisji                             |
| ----- | ----------- | ------------- | ---------------- | ----------------- | --------------------------------------- |
| 1.    | wiosna 2013 | 1–76 (76)     | 11 lutego 2013   | 31 maja 2013      | poniedziałek–piątek 17.00 (do odc. 139) |
| 2.    | jesień 2013 | 77–149 (73)   | 2 września 2013  | 13 grudnia 2013   | poniedziałek–piątek 17.00 (do odc. 139) |
| 2.    | jesień 2013 | 77–149 (73)   | 2 września 2013  | 13 grudnia 2013   | poniedziałek–piątek 18.00 (od odc. 140) |
| 3.    | wiosna 2014 | 150–227 (78)  | 10 lutego 2014   | 30 maja 2014      |                                         |
| 4.    | jesień 2014 | 228–291 (64)  | 1 września 2014  | 28 listopada 2014 |                                         |
| 5.    | wiosna 2015 | 292–378 (87)  | 9 lutego 2015    | 12 czerwca 2015   |                                         |
| 6.    | jesień 2015 | 379–456 (78)  | 1 września 2015  | 18 grudnia 2015   |                                         |
| 7.    | wiosna 2016 | 457–533 (77)  | 8 lutego 2016    | 27 maja 2016      |                                         |
| 8.    | jesień 2016 | 534–598 (65)  | 1 września 2016  | 2 grudnia 2016    |                                         |
| 9.    | wiosna 2017 | 599–670 (72)  | 6 lutego 2017    | 19 maja 2017      |                                         |
| 10.   | jesień 2017 | 671–739 (69)  | 4 września 2017  | 8 grudnia 2017    |                                         |
| 11.   | wiosna 2018 | 740–811 (72)  | 12 lutego 2018   | 25 maja 2018      |                                         |
| 12.   | jesień 2018 | 812–879 (68)  | 3 września 2018  | 7 grudnia 2018    | poniedziałek–piątek 17.00               |
| 13.   | wiosna 2019 | 880–946 (67)  | 25 lutego 2019   | 31 maja 2019      | poniedziałek–piątek 17.00               |
| 14.   | jesień 2020 | 947–1014 (68) | 14 września 2020 | 18 grudnia 2020   | poniedziałek–piątek 16.00               |

Pod koniec sierpnia 2019 telewizja TVN podała do informacji, że z przyczyn biznesowych wycofuje serial z jesiennej ramówki. Serial powrócił jesienią 2020 roku. Ostatni odcinek produkcji telewizja TVN nadała 18 grudnia 2020 roku.